# NGC 6899
NGC 6899 (другие обозначения — PGC 64630, ESO 234-22, FAIR 896, IRAS20207-5035) — галактика в созвездии Телескоп.
Этот объект входит в число перечисленных в оригинальной редакции «Нового общего каталога».